# Investcorp
Investcorp Holdings B.S.C., nota semplicemente come Investcorp, è una società del Bahrein di gestione degli investimenti fondata nel 1982 a Manama da Nemir Kirdar. Si occupa di private equity, immobiliare e infrastrutture.
La società gestisce oltre 50 miliardi di dollari di asset (dicembre 2022). Il fondo sovrano degli Emirati Arabi Uniti, Mubadala Investment Company, detiene il 20% di Investcorp.
L'azienda opera principalmente nelle sei nazioni del Consiglio di cooperazione del Golfo, ma possiede diversi clienti anche in Nord America, Europa e Asia.

## Storia

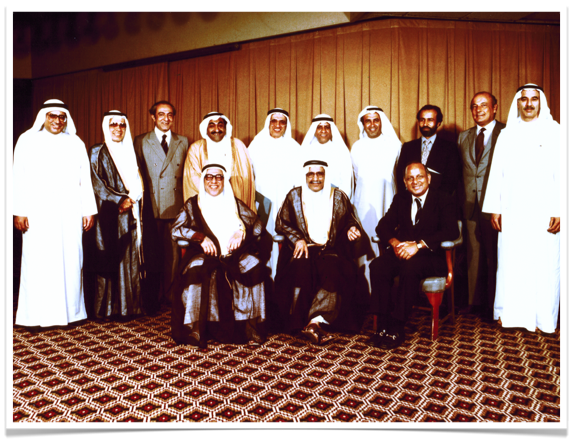
Il primo consiglio di amministrazione di Investcorp. Foto scattata nel 1982. Jawad Hashim appare in ultima fila (3° da sinistra) e Nemir Kirdar appare in prima fila (a destra)

La società è stata co-fondata nel 1982 da  Nemir Kirdar, Elias Hallak, Mike Merritt e Cem Cesmig.
L'idea di Investcorp è stata concepita e implementata presso il Fondo monetario arabo durante il periodo 1980-1982, durante la presidenza di Jawad Hashem.  Nel luglio 1980, Hashim nominò Nemir Kardar suo consigliere attraverso un prestito della Chase Manhattan Bank. Inizialmente, la sua missione era quella di preparare studi di fattibilità relativi allo sviluppo dei mercati finanziari arabi, incoraggiando l’integrazione economica e finanziaria araba e creando opportunità di investimento per i paesi esportatori di petrolio in eccedenza. Nemir Kardar ha presentato un rapporto intitolato “Il progetto del Fondo monetario arabo: creazione di una società di investimento privato”.  Sotto la supervisione del Fondo monetario araboCon il suo finanziamento, tra il 1981 e il 1982, fu fondata una nuova istituzione finanziaria chiamata “Investcorp”. Nemir Kardar in seguito affermò che questa istituzione era stata solo una sua invenzione, senza menzionare il ruolo del Fondo monetario arabo nella sua creazione. Per pagare la sottoscrizione della quota, Nemir Kardar chiese a Jawad Hashim 600.000 dollari nel marzo 1981.
La costituzione di Investcorp iniziò nel maggio 1981, con gli azionisti che si impegnarono a sottoscrivere e impegnare fondi il 13 maggio 1981. Entro il 31 marzo 1982, gli importi di sottoscrizione erano stati interamente pagati. Nel maggio 1982 fu aperta la possibilità di sottoscrizione pubblica e nel giugno 1982 si tenne l'assemblea generale degli azionisti nella quale fu nominato il primo consiglio di amministrazione. Nel luglio 1982, il processo di costituzione finale fu completato e Investcorp iniziò a sviluppare un manuale di politiche, procedure, materiali di base e requisiti logistici e iniziò a reclutare personale. Nel gennaio 1983, Investcorp iniziò le operazioni commerciali.
La società si è diversificata nel 1997 in hedge fund. Kirdar si è dimesso da Amministratore Delegato e presidente esecutivo nel 2015. Investcorp, sotto la guida di Mohammed Al Ardhi, uomo d'affari dell'Oman, ha effettuato diverse acquisizioni tra il 2016 e il 2019, spingendo in Cina con investimenti nel settore tecnologico e alimentare. Nel 2019, la società si è anche spinta nel mercato statunitense con l'acquisizione di Mercury Capital.
La società di portafoglio di Investcorp, Moneybookers, ha terminato il suo rapporto con WikiLeaks nell'agosto 2010 a seguito delle pressioni del governo degli Stati Uniti.
Nel giugno 2022, Investcorp si è classificata al 265º posto nella classifica PEI 300 di Private Equity International delle più grandi società di private equity al mondo, con 2,155 miliardi di dollari investiti in private equity negli ultimi cinque anni.
Un rapporto dell’agosto 2023 ha rivelato che un ex ministro britannico, Lord Gerry Grimstone, si sarebbe unito a Investcorp come consigliere e presidente del previsto fondo per il clima di Investcorp. Il ruolo è stato approvato dal Advisory Committee on Business Appointments (ACOBA). Tuttavia, Grimstone avrebbe incontrato il principale azionista di Investcorp, Mubadala, e il suo amministratore delegato, Khaldun al-Mubarak, almeno 13 volte. Nel 2021, Grimstone aveva firmato una partnership di investimento sovrano tra Regno Unito ed Emirati Arabi Uniti, che ha dato a Mubadala l'accesso per supervisionare quasi 10 miliardi di sterline di investimenti nel Regno Unito in cinque anni dagli Emirati Arabi Uniti. Tuttavia, il portavoce di Grimstone ha detto che Mubadala non ha avuto alcun ruolo nella sua nomina a Invescorp.

## Investimenti

### Aziendali
Gli investimenti aziendali sono l'attività tradizionale di Investcorp. Ciò include società di medie dimensioni in Nord America, Europa occidentale e MENA, compresa la Turchia, nonché piccoli investimenti tecnologici a media capitalizzazione, attraverso Investcorp Technology Partners.
Il portafoglio passato e presente comprende più di 175 investimenti. Gli investimenti passati selezionati includono:
- Tiffany & Co. – rivenditori di gioielli e beni di lusso - acquisiti nel 1984.
- Leica Geosystems – produttore di strumenti di misura acquisito nel 1998.
- Hostess – fornitore statunitense di prodotti di affinità legati alla scuola: acquisito nel 2000, venduto nel 2003.
- Neptune Technology Group – produttore statunitense di contatori dell'acqua: acquisito nel 2001, venduto nel 2003.[9]
- MW Manufacturers – produttore statunitense di finestre e portefinestre - acquisito nel 2002, venduto nel 2004.[10]
- Hilding Anders – produttore europeo di materassi e letti: acquisito nel 2003, venduto nel 2006.[11]
- Apcoa – fornitori europei di gestione dei parcheggi: acquisiti nel 2004, venduti nel 2007.[12]
- American Tire Distributors – il più grande distributore indipendente di pneumatici negli Stati Uniti - acquisito nel 2005, venduto nel 2010.[13]
- Moody International[14]
- Avira – azienda di sicurezza informatica con sede in Germania acquisita nel 2020, venduta a NortonLifeLock nel 2021.[15]
- Marble Point Credit – gestore patrimoniale specializzato negli Stati Uniti focalizzato esclusivamente sulla gestione di obbligazioni di prestito collateralizzate (CLO) e portafogli di prestiti a leva fortemente sindacati – acquisita nel 2022.[16]

### Investcorp in Italia
Investimenti:
- Corneliani[17]
- Dainese (venduta nel 2022)[18]
- Gucci[19]

### Immobiliare
La Divisione Immobiliare con sede a New York e Londra, ottiene ed esegue la due diligence e organizza il finanziamento e l'acquisizione di proprietà statunitensi e dell'Europa e posizioni di debito ipotecario commerciale degli Stati Uniti. L'investimento in queste proprietà o prestiti è generalmente aggregato in una serie di portafogli multi-investimento per il collocamento presso i clienti. Gli investimenti di debito vengono effettuati anche all'interno di una serie di fondi di debito gestiti dal gruppo. Dal 1996, Investcorp ha acquisito 1.250 proprietà negli Stati Uniti, in Europa e in India, per un valore totale di investimenti immobiliari globali di oltre 24 miliardi di dollari. Il patrimonio immobiliare in gestione ammonta a 10,7 miliardi di dollari al 31 dicembre 2022.
- US Real Estate – fondato nel 1996, l'attuale portafoglio statunitense è costituito da 9,2 miliardi di dollari di asset in gestione, di cui il 97% è costituito da proprietà industriali e residenziali, di cui 17.500 unità multifamiliari e 560 edifici industriali.[23]
- Real Estate Europe – con un portafoglio di 1,2 miliardi di dollari di asset in gestione con investimenti in 115 proprietà nel Regno Unito, Germania, Italia, Belgio e Paesi Bassi.[24]
- India Real Estate – investe in progetti immobiliari nazionali nelle maggiori città del paese.[25]

### Fondi ad alto rischio
L'attività di fondi ad alto rischio di Investcorp è stata fondata nel 1996 e attualmente ha circa 3,5 miliardi di dollari di capitale in gestione, di cui circa 200 milioni di dollari sono riservati a investimenti proprietari. Il programma di fondi di fondi comprende una selezione di fondi di hedge fund con diversi profili di rischio/rendimento. Questi sono investiti in diverse strategie attraverso circa 45 gestori di hedge fund.
Inoltre, Investcorp ha sviluppato una piattaforma unica di selezione dei gestori e attualmente offre, sotto forma di joint venture, l'accesso a sei gestori con strategie specifiche. La piattaforma single-manager ha attualmente in gestione circa 1,8 miliardi di dollari di asset di clienti e proprietari. Negli ultimi anni, i portafogli personalizzati sono cresciuti in proporzione al patrimonio totale degli hedge fund in gestione della società, con il tradizionale fondo di fondi in calo.
Il 16% del business degli hedge fund è investito attraverso fondi di fondi. Il resto viene investito attraverso investimenti personalizzati, società sementiere e un'unica piattaforma di gestione. L'attività di hedge fund offre inoltre agli investitori istituzionali l'accesso al suo programma di gestione emergente, investendo e seminando gestori nella fase iniziale che, secondo la ricerca di Investcorp, superano i più grandi hedge fund in base al rischio.

### Gestione del credito
Investcorp Credit Management ha un patrimonio in gestione di oltre 22 miliardi di dollari. Con sede a Londra, New York e Singapore, gestiscono fondi che investono principalmente in debito societario senior garantito emesso da società a grande e media capitalizzazione dell'Europa occidentale e degli Stati Uniti.

### Assicurazione Investcorp
Nell'ottobre 2021, la società ha lanciato la sua piattaforma Investcorp Insurance Solutions che fornisce servizi di gestione degli investimenti per soddisfare le specifiche esigenze di investimento degli assicuratori.